# Храм Милосердя і Милості
Храм Милосердя і Милості (пол. Świątynia Miłosierdzia i Miłości) — головний собор старокатолицької маріавитської конфесії в Польщі, знаходиться в Плоцьку, неподалік від набережної Вісли. Головне свято в соборі 15 серпня — Успіння Пресвятої Богородиці. Крім цього в будівлі щодня з 7.30 до 17.00 проходить поклоніння Святим Дарам.

## Історія
У 1902 році Фелікса Козловська придбала невелику садибу в Плоцьку, на місці якої в 1911–1914 роках було побудовано дану будівлю. Проект будівлі був розроблений в стилі неоготики, при цьому були враховані рекомендації Фелікси Козловської та Яна Ковальського. Технічні аспекти плану були виправлені двома іншими священиками-маріавитами Вацлавом Пшисецьким і Феліксом Шимановським.
Навколо собору знаходяться інші церковні будівлі, що утворюють єдиний комплекс, — монастир, семінарія, сади, будинки мирян та інші споруди. Під час Першої світової війни в монастирі розташувався шпиталь для поранених, а після війни там же був організований дитячий садок.
Під час німецької окупації собор функціонував, хоча нацистська влада постійно намагалася ліквідувати і цей осередок польської культури. Нею була знищена багата монастирська бібліотека, конфісковано друкарське обладнання. Однак ідея закрити собор і відкрити в його будівлі кінотеатр так і не була реалізована. Після війни будівля була відновлена, в крипту повернуті труни з останками Фелікси Козловської і польських єпископів.
У 1962 році міністерство культури і мистецтва внесло будівлю в список пам'яток культури. У 1970 році за ініціативою єпископа Вацлава Голембіовського в будівлі був встановлений орган.

## Архітектура
Собор являє собою тринефну базиліку, проте в його архітектурі є деякі особливості.
Будівля має форму літери E, що символізує Євхаристію. Головний купол будівлі вінчає величезна монстрація, яку оточують фігури чотирьох ангелів. Нижче написана наступна фраза: пол. Adorujmy Chrystusa Króla panującego nad narodami — Почитаємо Христа Царя, що править над народами. Над фасадом будівлі є три вежі, увінчані коронами — три на центральній і по одній на бічних.
Якщо зовнішні стіни мають сірувате забарвлення, то всередині переважає білий колір. Зайві прикраси (характерні для католицької архітектури того періоду) відсутні, так само як і додаткові вівтарі. У центрі будівлі під високим балдахіном, що тримається на чотирьох колонах, знаходиться вівтар. На передній стіні балдахіна закріплена папська тіара і ключі Святого Петра, що символізує втілення вищої влади в Ісусі. Поруч з вівтарем знаходяться лави для духовенства.

## Крипта
У крипті будівлі знаходяться поховання Фелікси Козловської, єпископів Клеменса Фельдмана, Романа Прухневского, Вацлава Пшисецкого, а також меморіальна дошка в пам'ять про Яна Ковальського, загиблого в німецькому концтаборі.

## Архівні зображення собору

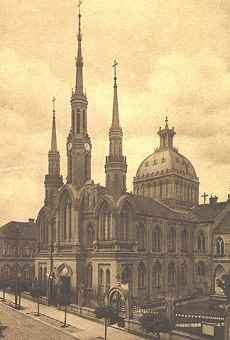
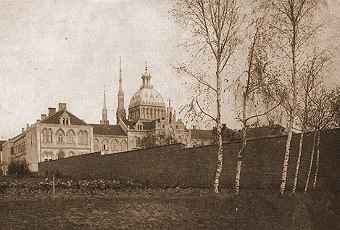
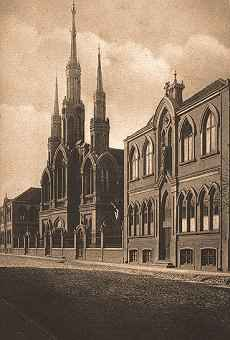
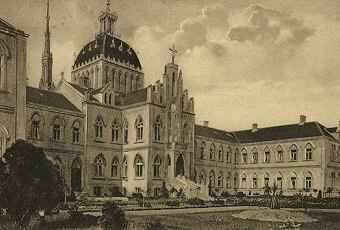
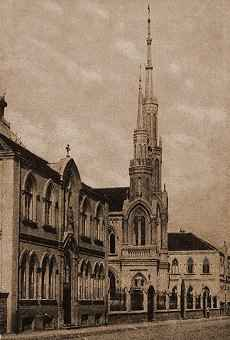